# شورای صنفی دانشجویان

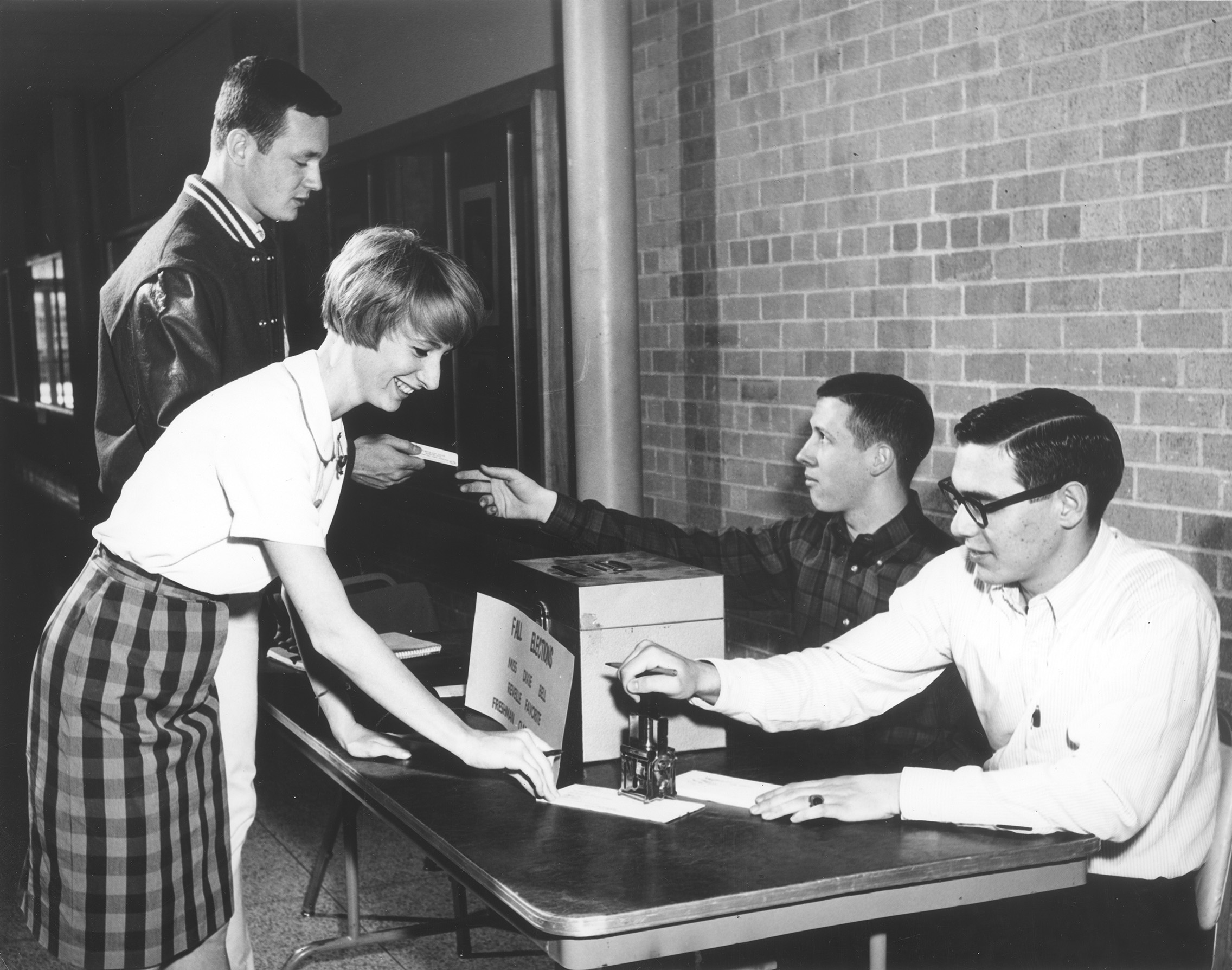
رای گیری اتحادیه های دانشجویی،۱۹۷۲ ،تگزاس، دانشگاه تگزاس در آرلینگتون

شورای صنفی دانشجویان نهادی دانشجویی است که به منظور مشارکت دانشجویان در تصمیم‌گیری و برنامه‌ریزی برای امور صنفی، رفاهی و آموزشی دانشجویان در دههٔ هفتاد شکل گرفت. اهرم تحقق این هدف همواره، افزایش آگاهی دانشجویان نسبت به مسائل صنفی جهت احقاق حقوقشان بوده‌ است.
شورای صنفی نهادی است که خارج از جناح‌بندی‌های سیاسی و توسط خودِ بدنه دانشجویی با هدف تحقق‌بخشی به مطالبات دانشجویان شکل گرفته‌ است و بارزترین مشخصهٔ آن اعمال خواست و نظر دانشجویان بر نحوهٔ مدیریت و ساماندهی دانشگاه بوده‌ است. اما مطالبه‌گری و حق‌خواهی شوراها در بازه‌هایی مورد تحمل نظام مدیریتی واقع نشد و این موضوع سبب شد که تعداد زیادی از شوراهای صنفی دانشگاه‌های کشور در اواخر دهه هشتاد به دلایل مختلف منحل شوند.
این شورا برای اولین بار به صورت ساختاریافته از سطح دانشکده تا سطح شورای مرکزی در وزارت بهداشت تشکیل شد. در تاریخ آذر ماه ۱۴۰۰ رای به انحلال شورا از سوی وزارتخانه بهداشت، درمان و آموزش پزشکی داده شد.

## آیین‌نامه جدید و تغییر نام پس از ریاست جمهوری محمود احمدی‌نژاد
در زمان ریاست جمهوری محمود احمدی‌نژاد و وزارت کامران دانشجو در وزارت علوم، بخش آموزشی و پژوهشی از فهرست کارهای شورای صنفی در آیین‌نامه آن حذف شد و تنها بخش رفاهی بر جای ماند. همچنین در آیین‌نامه جدید عنوان می‌شود که شورای صنفی نمی‌تواند دانشجویان را به اردو ببرد. و برگزاری اردو به شورای فرهنگی دانشگاه مربوط می‌کند. همچنین نام این شورا را به شورای صنفی رفاهی دانشجویان تغییر دادند.

## دورهٔ جدید فعالیت شوراهای صنفی
دورهٔ جدید فعالیت شوراهای صنفی هم‌زمان با روی کار آمدن دولت یازدهم و بازگشایی شوراهای صنفی منحله همراه شد. فعالیت شوراهای صنفی در این دوره نقاط عطفی را دربرداشت که آن را از دوره‌های پیشینش متمایز می‌ساخت. در این دوره فعالیت شوراهای صنفی در پیوندی تنگاتنگ با اعتراضات علیه هر شکلی از پولی‌سازی نظام آموزش قرار گرفت که این پیوند در موارد انضمامی از قبیل اعتراض به کاهش سنوات مجاز به تحصیل، اعتراض به پولی‌ شدن سرویس‌ها، اعتراض به برون‌سپاری خدمات دانشگاهی از قبیل بوفه‌ها و خوابگاه‌های دانشجویی و اعتراض به افزایش بی‌رویه قیمت خدمات رفاهی دانشگاه، خود را به نمایش گذاشت. شوراهای صنفی در سال‌های اخیر با تمام توان خود، علیه هر شکلی از سیاست‌های محروم‌سازی افراد از آموزش و در مقابل افزایش شکاف مرکز و پیرامون ایستادند. در چهار پنج سالی که از تجدید حیات شوراهای صنفی و شروع دوباره فعالیت این نهاد دانشجویی می‌گذرد، هر تماشاگر منصفی هر قدر هم که نسبت به عملکرد شوراهای صنفی نقد داشته باشد، نمی‌تواند یک دستاورد مهم این نهاد را در این مدت انکار کند؛ یعنی تعریف هویت شوراهای صنفی به عنوان جدی‌ترین مخالف و منتقد هر شکلی از پولی‌سازی آموزش در سپهر عمومی کشور. کسی که در چند سال اخیر کم‌ترین ارتباطی با شوراهای صنفی داشته‌ باشد این ادعا را تأیید خواهد کرد که امروز هویت شوراهای صنفی به نقد پولی‌سازی آموزش چه در سطح عالی و چه در سطح مقدماتی گره خورده‌ است.

## وظیفه شورای صنفی دانشگاه
در آیین‌نامه شورای صنفی دانشجویان وظیفه به شکل زیر عنوان شده‌ است:
وظیفه شورای صنفی انعکاس و پیگیری امور صنفی و رفاهی دانشجویان از طریق مسؤولان ذی‌ربط دانشگاه و نظارت بر امور محوله است.
بر اساس ماده ۵ مصوب ۱۳۷۷ امور صنفی به شکل زیر عنوان می‌شود:
1. امور تغذیه.
2. امور خوابگاه‌ها و سکونت دانشجویان.
3. امور خدماتی و رفاهی از قبیل: امور فروشگاه‌ها و دفاتر تکثیر، ایاب و ذهاب دانشجویان، وام‌های دانشجویی و مراکز درمانی.
4. امور کمک آموزشی از قبیل: امور کتابخانه‌ها و مراکز کامپیوتر.
5. خدمات آموزشی و مالی مرتبط با دانشجویان.
6. امور دیگر به پیشنهاد شورای صنفی و تصویب شورای